# Roger Bernat II de Foix
Roger Bernat II de Foix, dit el Gran (1195 - 1241), fou comte de Foix (1223-1241) i administrador del vescomtat de Castellbò (1230-1240).

## Orígens familiars
Fou el fill i el successor de Ramon Roger I de Foix i la seva esposa Felipa.
Va participar al costat del seu pare en les lluites del 1216-1223 destacant la conquesta de Lavaur i la del castell de Puillorenç el 1220. A la mort del seu pare el 1223 va ser proclamat comte i va reconquerir Mirepoix.

## Vida política
El 14 de setembre de 1224 amb la rendició de Carcassona es va acabar la guerra i Amalric de Montfort va acabar renunciant el 1226 en favor del rei de França. Part dels senyors que lluitaven contra els Montfort no ho van voler fer contra el rei però Roger Bernat romangué al costat del comte de Tolosa.
El 1226 la seva muller Ermessenda va heretar el vescomtat de Castellbò (al comtat d'Urgell) que ell mateix va administrar en nom del fill, que era menor d'edat, fent homenatge al bisbe d'Urgell per les Valls de Cabó, Sant Joan i Andorra, i al mateix temps va crear un focus de resistència a Limòs, fins al 1227. Finalment es va signar el 1229 un acord de pau desfavorable als senyor feudals i a Tolosa (tractat de Meaux o Paris-Meaux) i el comte va demanar també la pau, havent d'entregar però alguns castells al rei de França, si bé va recuperar la part del pariatge de Pàmies, Saverdun i terres al Carcassonès. La senyoria de Mirapeis fou donada en feu a Guiu de Levis, un senyor croat.
Des del 1233, i després de fer un conveni amb el comte Nunó I del Rosselló relatius als respectius drets feudals i senyorials al Donasà i Cerdanya, es va tornar a enfrontar amb el bisbe d'Urgell per les Valls de Cabó i Andorra i fou excomunicat el 1237 pel bisbe Ponç de Vilamur; el 1239 va saquejar altra vegada La Seu d'Urgell, residència del bisbe però l'any següent es va reconciliar amb l'església i l'excomunió li fou aixecada. El 1240 va desestimar unir-se a la revolta dels Trencavell.

## Núpcies i descendents
Es va casar el 10 de gener de 1208 amb Ermessenda de Castellbò, hereva del Vescomtat de Castellbò i filla d'Arnau I de Castellbò. D'aquesta unió nasqueren:
- l'infant Roger IV de Foix (?-1265), comte de Foix
- la infanta Esclarmonda de Foix, casada el 1231 amb el vescomte Ramon Folc V de Cardona

Es casà novament el 1232 amb Ermengarda, filla del vescomte de Narbona Eimeric III. D'aquesta unió nasqué:
- la infanta Cecília de Foix (?-1270), casada el 1256 amb Àlvar I d'Urgell

Va morir el 1241 i fou enterrat a l'abadia de Bolbona. El va succeir el seu fill Roger IV de Foix.